# هنري بيترز غراي
هنري بيترز غراي (بالإنجليزية: Henry Peters Gray)‏ هو رسام أمريكي، وُلد في 23 يونيو 1819 في نيويورك في الولايات المتحدة، وتوفي في 12 نوفمبر 1877 في فلورنسا في إيطاليا.

## معرض صور

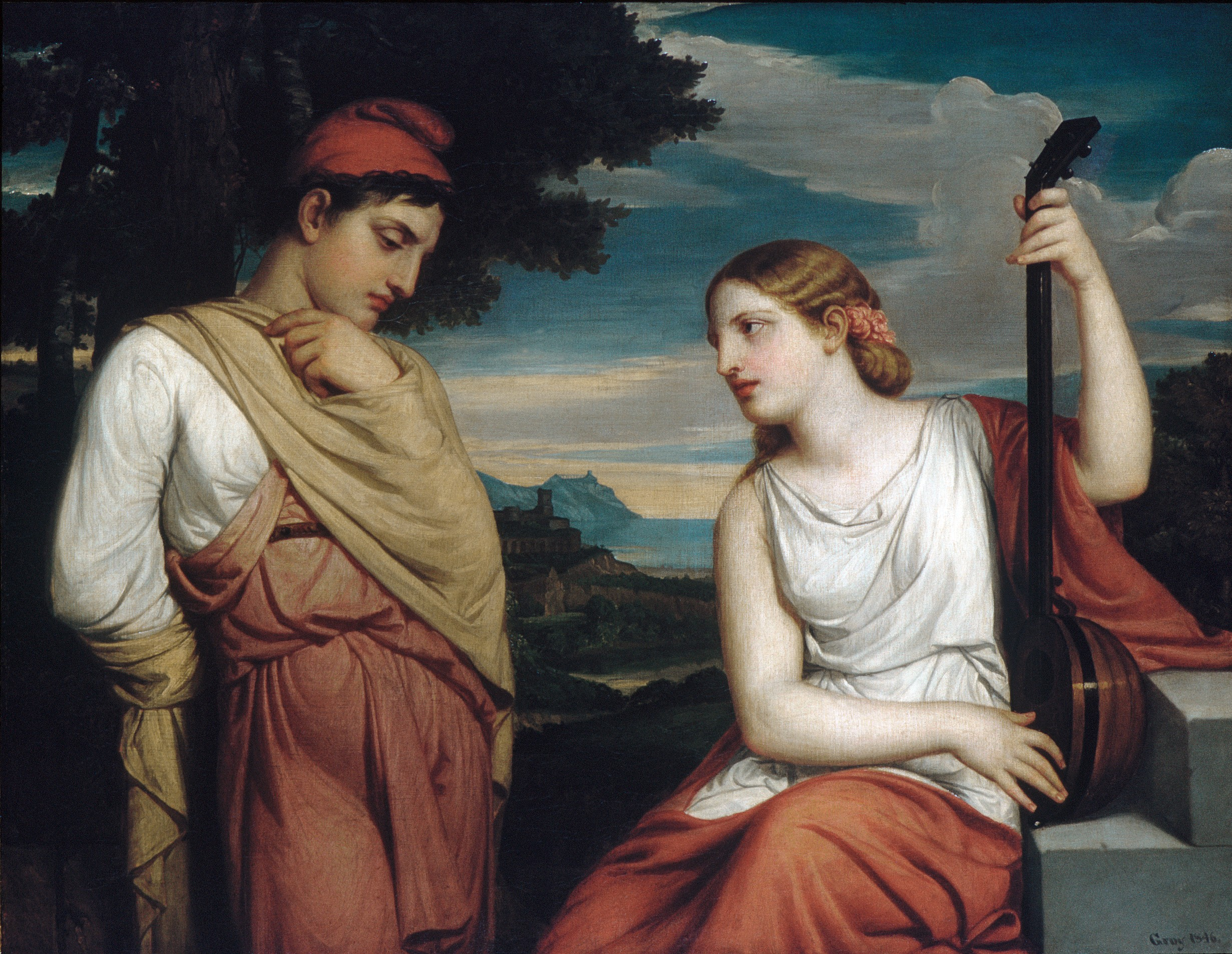
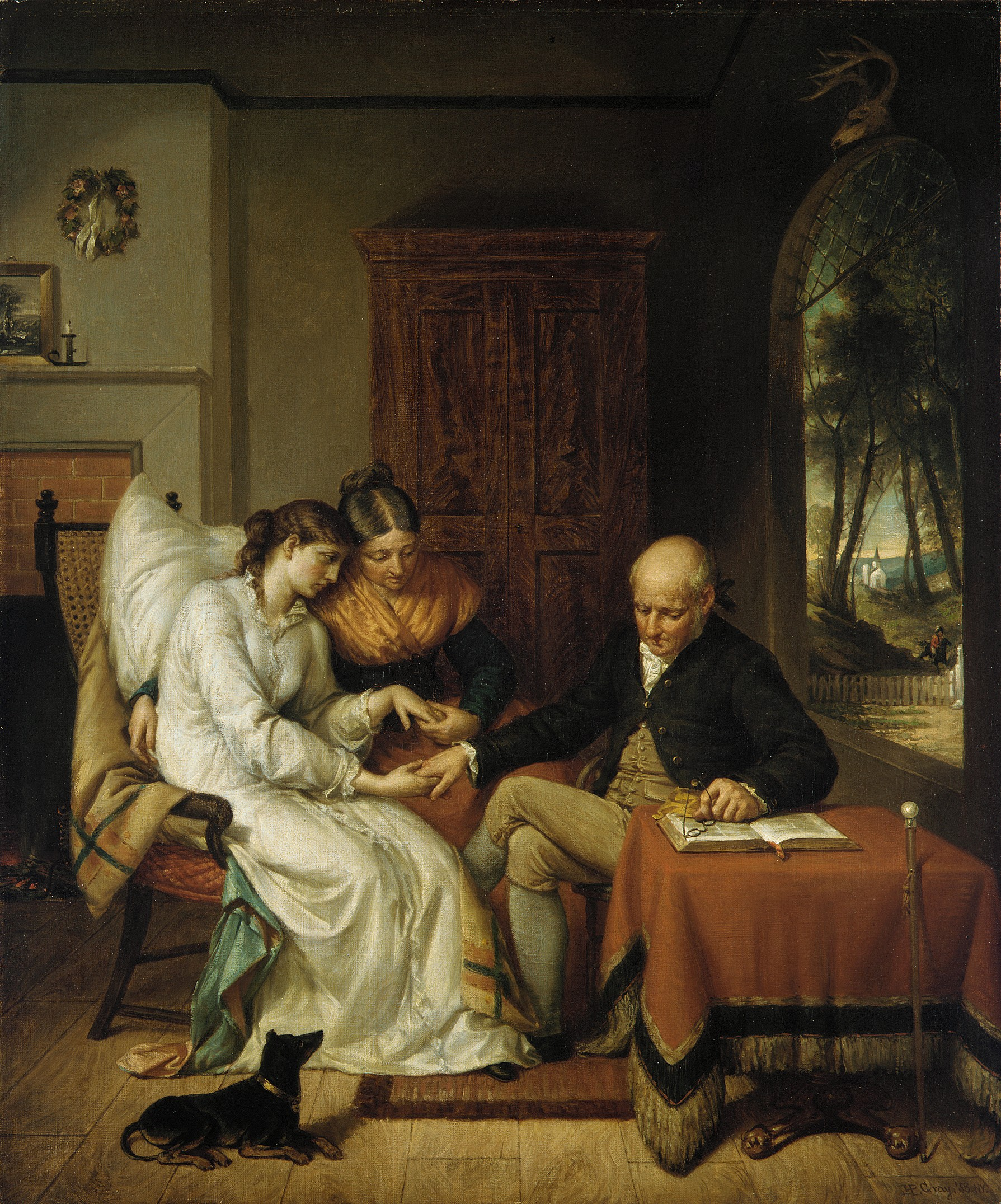
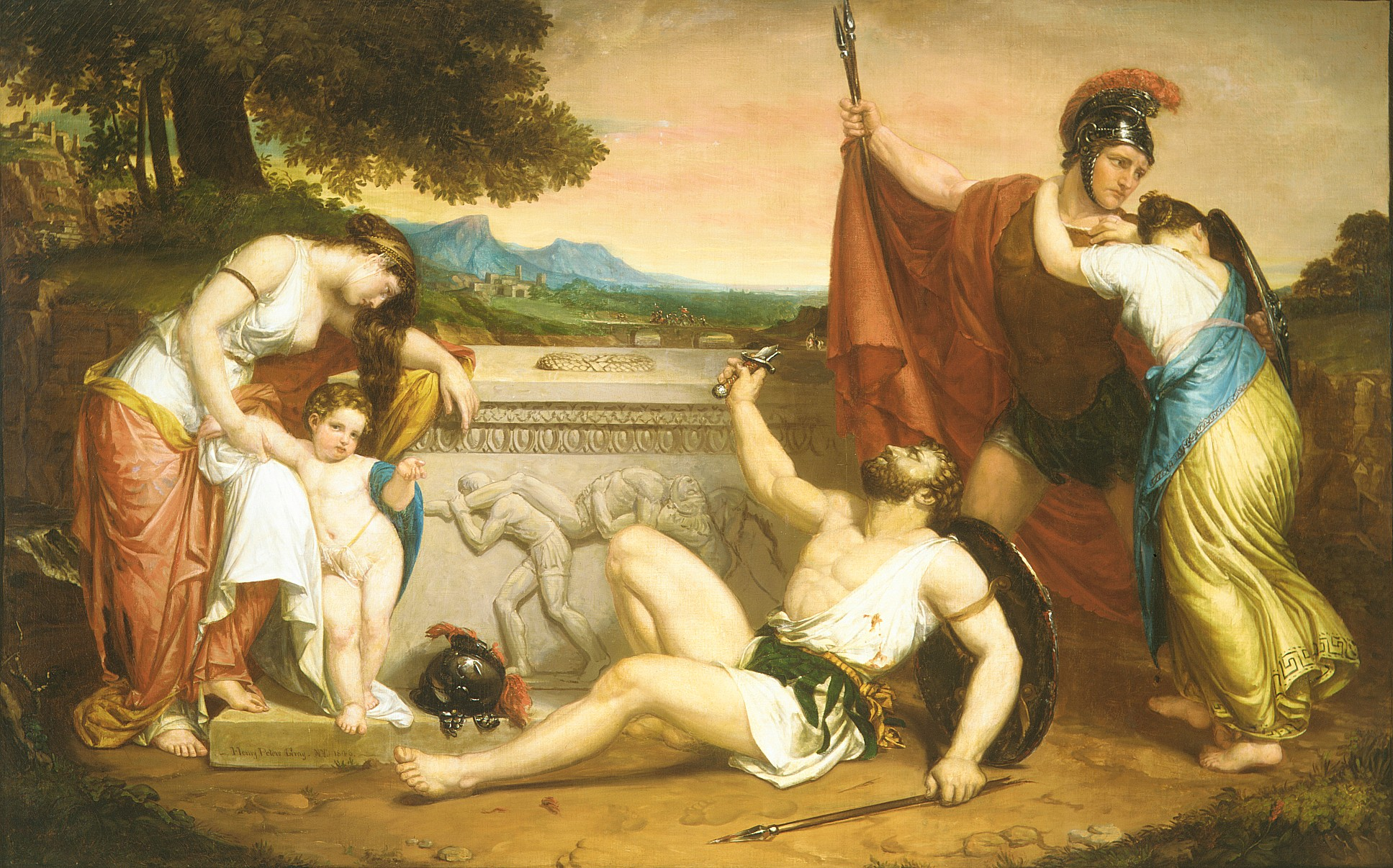